# برونو مانسر
برونو مانسر (بالألمانية: Bruno Manser) (مواليد 25 أغسطس 1954 - وفاة مفترضة في 10 مارس 2005) كان ناشطاً بيئياً سويسراً وناشطاً ومدافعاً عن حقوق الإنسان. تركز نشاطه بين سنتي 1984-1990 للدفاع عن مواطن شعب بينان في ماليزيا وذلك بالوقوف ضد إزالة الغابات المطيرة في وجه شركات تجارة الخشب، وخاصة في إقليم سراوق الماليزي.
اختفى مانسر في سنة 2000 في آخر رحلة له في ماليزيا، وبعد اختفائه بخمس سنوات أعلنت محكمة في بازل وفاته افتراضياً.